# تامی برود
تامی برود (انگلیسی: Tommy Broad; ۳۱ ژوئیهٔ ۱۸۸۷ – October qtr. 1966 (aged 79)) بازیکن فوتبال اهل بریتانیا بود.
از باشگاه‌هایی که در آن بازی کرده‌است می‌توان به باشگاه فوتبال استوک سیتی، باشگاه فوتبال وست برومویچ آلبیون، باشگاه فوتبال اولدهام اتلتیک، باشگاه فوتبال ویموث، باشگاه فوتبال ساوت‌همپتون، باشگاه فوتبال چسترفیلد، باشگاه فوتبال منچستر سیتی، و باشگاه فوتبال بریستول سیتی اشاره کرد.